# ويكي الجينات

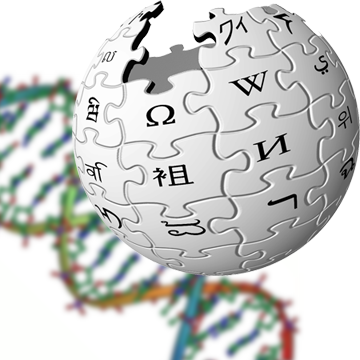
شعار ويكي الجينات.

الجيني ويكي هو مشروع داخل ويكيبيديا يهدف إلى وصف العلاقات والوظائف لجميع الجينات البشرية. تم إنشاؤه لنقل المعلومات من المصادر العلمية إلى مقالات ويكيبيديا كعب.
بدأ مشروع جيني ويكي أيضًا في نشر مقالات المراجعة الخاصة بالجينات في مجلة جيني، جنبًا إلى جنب مع تحرير الصفحات الخاصة بالجينات في ويكيبيديا.

## أهداف المشروع ونطاقه

### عدد المقالات الجينية
يحتوي الجينوم البشري على ما يقدر بـ 20.000 - 25.000 جين مشفر للبروتين. الهدف من مشروع جيني ويكي هو إنشاء مقالات أولية لكل جين بشري بارز، أي كل جين تم تعيين وظيفته في الأدبيات العلمية التي راجعها الأقران. ما يقرب من نصف الجينات البشرية لها وظيفة معينة، لذلك من المتوقع أن يكون العدد الإجمالي للمقالات المصنفة بواسطة مشروع جيني ويكي في حدود 10000 - 15000. ان يذهب في موعد،  تم إنشاء ما يقرب من 11000 مقال أو زيادتها لتشمل محتوى مشروع جيني ويكي.

### توسع
بمجرد إنشاء المقالات الأولية، فإن الأمل والتوقع هو أن يتم شرحها وتوسيعها من قبل المحررين الذين تتراوح خبراتهم من الجمهور العادي إلى الطلاب إلى المهنيين والأكاديميين.

### البروتينات المشفرة بواسطة الجينات
تقوم غالبية الجينات بتشفير البروتينات ومن ثم فإن فهم وظيفة الجين يتطلب عمومًا فهم وظيفة البروتين المقابل. بالإضافة إلى تضمين المعلومات الأساسية حول الجين، فإن المشروع يتضمن أيضًا معلومات حول البروتين المشفر بواسطة الجين.

## أنشأ جيني ويكي محتوى
يتم إنشاء بذرة لجيني ويكي بواسطة الروبوت وتحتوي على روابط لقواعد بيانات الجينات / البروتين الأولية التالية:
- لجنة تسمية الجينات هوغو - الاسم الجيني الرسمي
- ادخل- قاعدة بيانات الجينات
- (الوراثة المندلية في الإنسان) - قاعدة بيانات تقوم بفهرسة جميع الأمراض المعروفة ذات المكون الجيني
- أميغو - علم الوجود الجيني
- هومولو جيني- متماثلات الجينات في الأنواع الأخرى
- سيمتلصرنا - نمط التعبير الجيني في الأنسجة[7]
- بنك بيانات البروتين - هيكل ثلاثي الأبعاد للبروتين المشفر بواسطة الجين
- UniProt (بروتوكول عالمي مورد) - مستودع مركزي لبيانات البروتين

## إجابة
وجد تقرير أنه بين عامي 2013 و 2017، حصل المحتوى الذي ساهم به جيني ويكي في ويكيبيديا على تطوير التعهيد الجماعي بمرور الوقت.